# 网状黑粉菌
网状黑粉菌（学名：Ustilago polygoni-aiati）是属于黑粉菌目黑粉菌科黑粉菌属的一种真菌，寄生在尼泊尔蓼上。该种分布于中国、印度。